# جامعة برادفورد

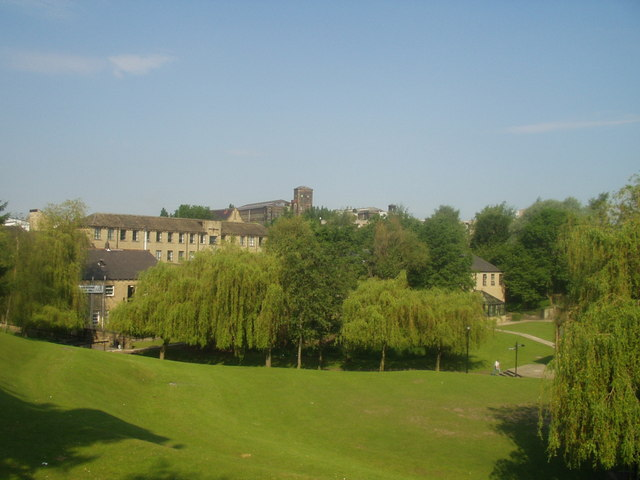

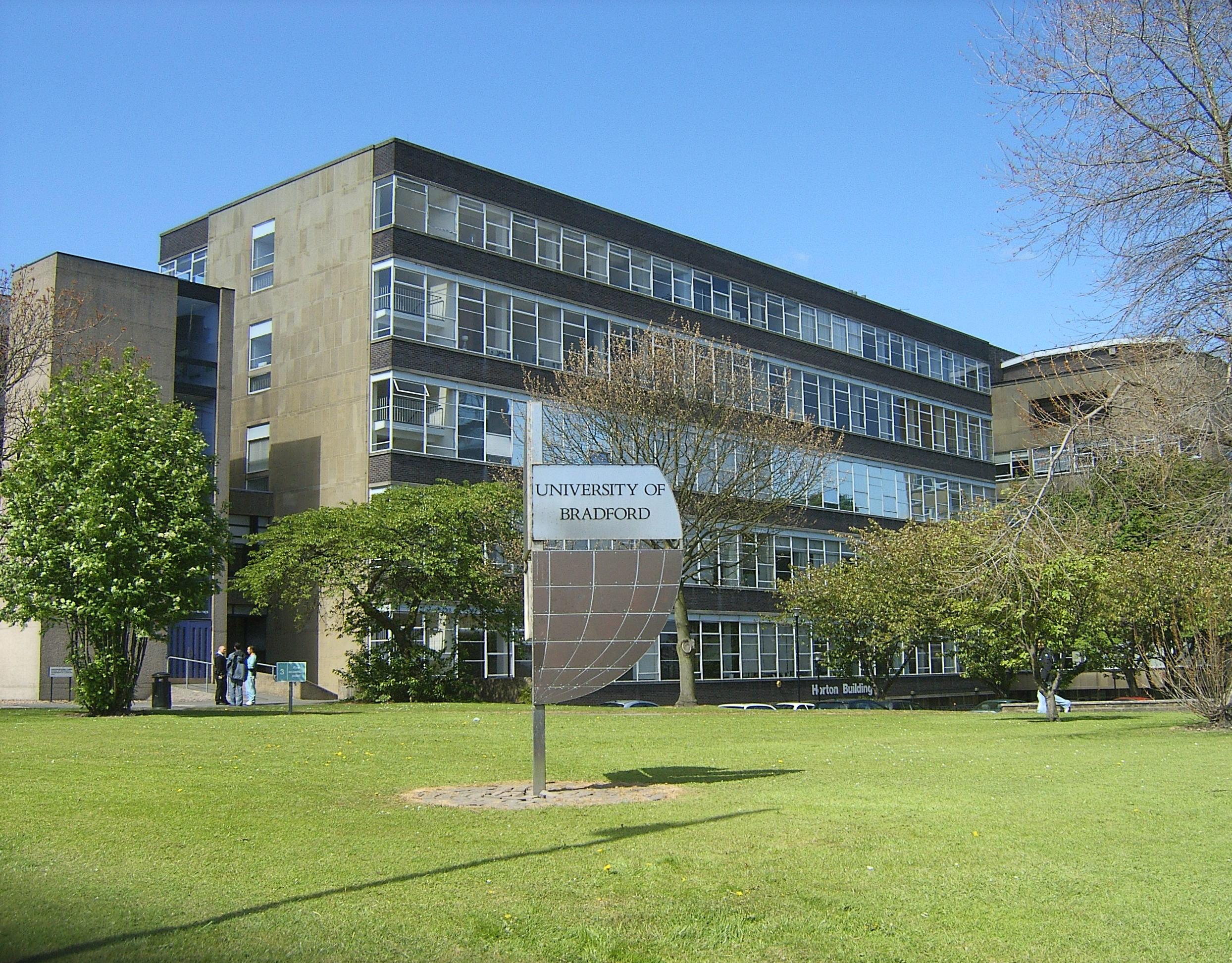

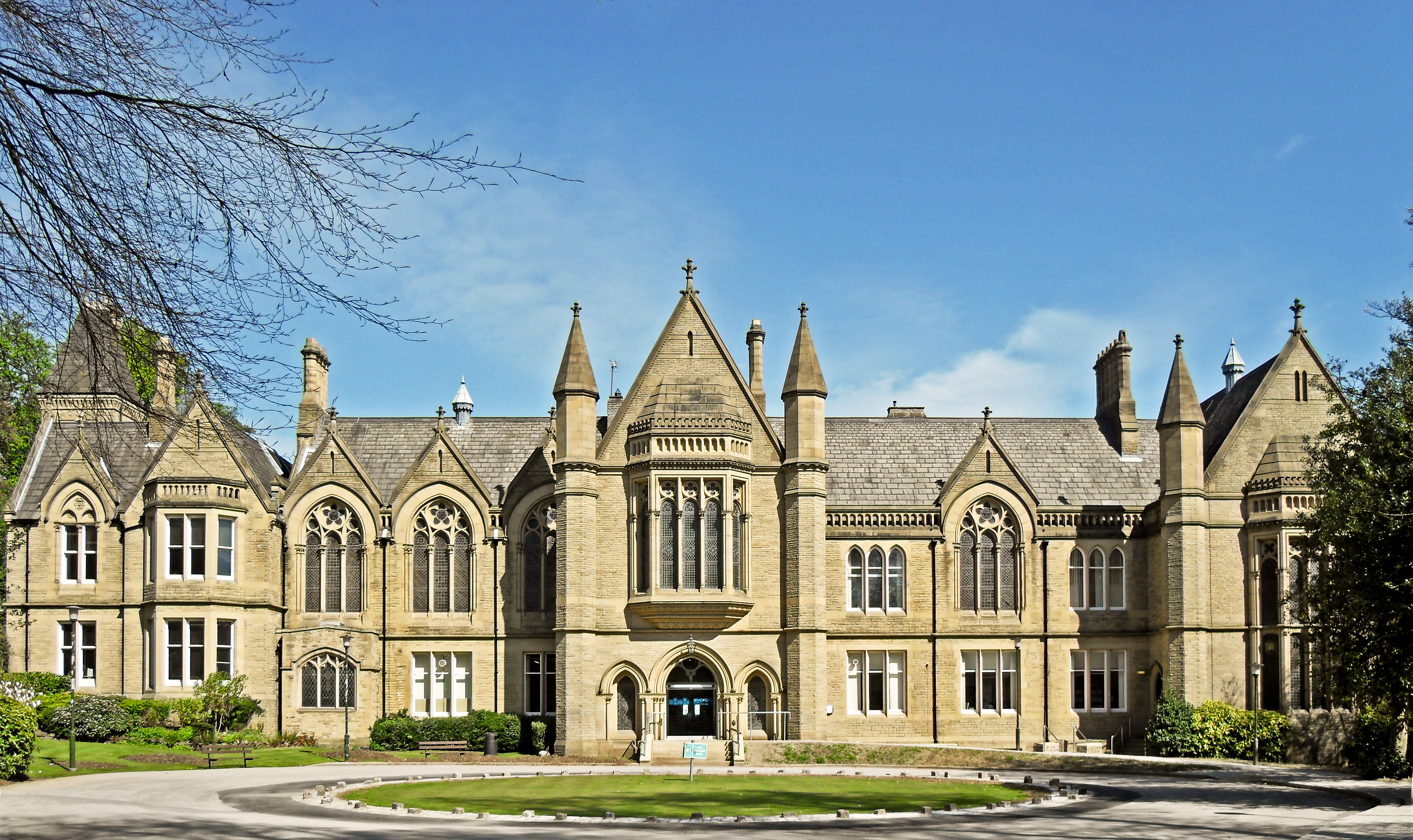
مدرسة الإدارة

جامعة برادفورد جامعة في مدينة برادفورد الإنجليزية، وهي حديثة التأسيس حيث أعلنت جامعة سنة 1966م رغم كونها عريقة جدا وتاريخية في أصولها العلمية التي تعود إلى العام 1882 إلى مدارس برادفورد للنسيج التي تعتبر أقدم مدارس للنسيج والصوف في العالم. تقع جامعة برادفورد في مدينة برادفورد في مقاطعة يوركشير شمال إنجلترا بالمملكة المتحدة.
تتخذ الجامعة شعارها  جعل المعرفة تعمل  (بالإنجليزية: Making Knowledge work)‏ فلسفة لها فهي تعتبر هذه الجامعة واحدة من أكثر الجامعات العريقة التقليدية في المملكة المتحدة (بريطانيا) في تخصصات مختلفة وهي رائدة عالمياً في دراسات السلام الدولي والمفاوضات وإدارة الصراع. وتتمتع بسمعة محترمة في مجالات العلوم التطبيقية والتي من أبرزها الكومبيوتر والصيدلة والفيزياء.
انطلقت هذه الجامعة في عام 1882 باسم كلية برادفورد للتقنية، وكانت برادفورد وقتها تعتبر عاصمة صناعة النسيج في العالم، ووصلت منتجاتها الشهيرة إلى مختلف أرجاء المعمورة.
و في هذه الأيام، يمتد تعليم هذه الجامعة ذو المستوى العالمي أيضا إلى جميع أرجاء المعمورة، إذ تستقبل طلبة من أكثر من مائة دولة يجتمعون في مكان واحد يقدم لهم الامتياز في التعلم. وقد حصلت على  الامتياز الملكي  في عام 1966 وهو ما يجعلها واحدة من أميز وأفضل الجامعات البريطانية رغم عمرها التأسيسي الحديث الذي لم يتجاوز ال44 سنة في مجالات مختلفة.

## القدرات الأكاديمية وسمعة الجامعة
إن رسالة جامعة برادفورد والتي تتلخص في «جعل المعرفة تعمل Making Knowledge work» تتضمن أن المناهج الدراسية الموضوعة تشتمل على مقررات ودورات تعليمية عديدة تتعلق بالحياة العملية، مقدمة بذلك المهارات الشخصية الأحدث والضرورية للنجاح في عالم سريع التغيير.
يذكر القائمون على الجامعة: " نحن نتمتع بسمعة عالمية في مجال البحث في مواضيع الاتصالات والإلكترونيات والآثار والعلوم الحياتية وبشكل متميز علوم الطب الحياتي والصيدلة. ففي اختبار تقييم البحث الأخير RAE 2001،  قدم 83% من طاقمنا أعمالاً ذات أهمية على المستوى الوطني أو العالمي  ومن بين 18 موضوعا تم فحصها، حصل موضوع واحد على تصنيف متقدم *5، وأربعة مواضيع حصلت على 5، وثمانية أخرى حصلت على تصنيف 4. كما تم تحقيق نتائج ممتازة على صعيد نوعية التعليم في مراجعات المواضيع الستة الأخيرة التي قامت بها الوكالة البريطانية لضمان جودة التعليم (QAA).
 تكمن مواطن قوة جامعة برادفورد في مجالات إدارة الأعمال والهندسة والعلوم الفيزيائية والحياتية والدراسات الاجتماعية والسياسية والدولية والمعلوماتية ودراسات السلام لأكثر من 40 عاماً. وتجدر الإشارة إلى أن ماجستير إدارة الأعمال معتمد من قبل AMBA و EQUIS وهو مصنف بين أفضل 100 برنامج ماجستير لإدارة الأعمال في العالم بحسب (جريدة التايمز المالية 2008). وتمكنك برامج الإدارة التي نقدمها أن تتخصص في أي مجال من المجالات التجارية الرئيسية (إدارة الأموال، والتسويق، وإدارة الموارد البشرية، والتجارة الدولية) وهي مصنفة في المركز التاسع في المملكة المتحدة (جريدة التايمز المالية 2008).
دائرة دراسات السلام Peace studies هي أفضل مركز جامعي لدراسات السلام وإدارة الصراع في العالم  وهي الأولى عالمياً من حيث البحث في المجالات الأساسية التالية: إدارة الصراع؛ دراسات السياسة والأمن الدولية؛ السياسة؛ التنمية والتغيير الاجتماعي. وعربياً، يعتبر كبير المفاوضين الفلسطينيين في مفا وضات السلام الإسرائيلية - الفلسطينية السياسي الدكتور صائب عريقات من أبرز خريجي هذه الجامعة.
وتصنف الدراسات السياسية في الجامعة من ضمن أفضل 100 برنامج بحسب تصنيف Global Ranking for Political Studies والذي تشارك فيه أكثر من 50 من المجلات والمراكز البحثية الأكثر شهرة مثل Foreign Affairs وAmerican Journal of Political Science و World Politics

## التصنيف العالمي ووتصنيف التخصصات
صنف مؤشر QS World University Rankings لأفضل جامعات العالم جامعة برادفورد ضمن أفضل 500 جامعة في العالم حيث حلت في المرتبة 383
و صنفت مدرسة برادفورد لإدارة الأعمال BRADFORD SCHOOL OF MANAGEMENT ضمن أفضل 15 جامعة على مؤشر فاينانشيال تايمز وفي لمرتبة 24 أوروبياً و 89 عالمياً
يعتبر  مركز برادفورد للتنمية الدولية Bradford Centre for International Development, BCID بكلية الدراسات الاجتماعية والدولية والذي يعرف الآن بقسم الدراسات الاقتصادية والتنمية واحداً من أفضل المراكز الجامعية لدراسات التنمية الدولية في المملكة المتحدة والعالم وأحد شركاء البنك الدولي في برنامج منحة Joint Japan World Bank للدراسات العليا
كما يقوم المركز التي تقوم على التنويع واستقطاب الدارسين من أكثر من 120 دولة من مختلف أنحاء العالم.
كما تعتبر الجامعة متميزة محلياً أوروبياً في مجال الصيدلة

## الخريجون
- مليح عبد الحي أوغلو رائد أعمال تركي أمريكي، مؤسس شركة «كومودو» للأمن الرقمي
- صائب عريقات من قيادات منظمة التحرير الفلسطينية ومفاوضها في اتفاقية أوسلو.
- أمجد بشير نائب لحزب استقلال المملكة المتحدة («يوكب») اليميني في البرلمان الأوروبي.
- كروفورد بيفرج خبير اسكتلندي في الحوسبة ونائب رئيس شركة صن ميكروسيستمز.
- محمد إبراهيم (مهندس) وفاعل خير سوداني الأصل أسس شركة «سلتل» للاتصالات في أفريقيا.
- رياك مشار قائد ميداني في الحرب الأهلية السودانية ونائب رئيس جنوب السودان الوليدة.